# Pinch-Analyse
Die Pinch-Analyse, auch Linnhoff-Analyse genannt, bezeichnet einen Ansatz zur systematischen Optimierung des Energieverbrauches von Prozessen. Die Pinchanalyse ist eine Methode zur Minimierung des Energieverbrauchs von verfahrenstechnischen Prozessen, bei der thermodynamisch minimale Energieverbräuche berechnet werden. Die Methode gibt auch an, wie diese erreicht werden können, indem Wärmeübertragernetzwerke zur Wärmerückgewinnung, Energieversorgung und Prozessbedingungen aufeinander abgestimmt werden.
Pinchanalyse ist auch bekannt als Prozessintegration, Wärmeintegration, Energieintegration oder Pinch-Technologie. 
Ein Prozess wird dargestellt als Energieflüsse oder -ströme in den Koordinaten Wärmeleistung (kW) und Temperatur (°C). Die Daten der einzelnen Ströme werden für alle Ströme zusammengefasst. So ergeben sich so genannte „zusammengesetzte Kurven, oder composite curves“, eine für alle warmen Ströme (hot streams, die Wärme abgeben) und eine für alle kalten Ströme (cold streams, die Wärme benötigen). 
Der Punkt an dem sich die Kurven am engsten nähern ist die so genannte Pinch-Temperatur (Pinch). An diesem Punkt bestehen die meisten Entwurfsbeschränkungen. Indem man diesen Punkt findet und um diesen Punkt herum das Wärmeübertragernetzwerk zu entwickeln beginnt, können die Energieziele, durch die Wärmeübertragung zwischen heißen und kalten Strömen, erreicht werden.
Bei der praktischen Arbeit findet man oft Wärmeübertrager, die über den Pinch hinweg arbeiten, also Ströme mit einer Temperatur über und unter dem Pinch verbinden. Indem man Kombinationen dieser Ströme durch alternative Strompaarungen vermeidet, verbessert man die Erreichung der Energieziele.

## Software
Für die Durchführung einer Pinch-Analyse ist es hilfreich, Computerprogramme einzusetzen. Es gibt einige Softwareprogramme zur Durchführung einer Pinch-Analyse. Der Umfang der Programme ist unterschiedlich in der Funktionalität und reicht vom einfachen Finden des minimalen Energieziels (engl. Targeting) bis zur automatisierten Erstellung eines Wärmeübertragernetzwerkes.
Freie Software
- Tabellenkalkulationen mit Makros
- Einstein Energy
- Pinchleni
- Pinch Analyse online

Kommerzielle Programme
- Super Target
- PinCH
- Aspen Plus